# 22451 Tymothycoons
22451 Tymothycoons è un asteroide della fascia principale. Scoperto nel 1996, presenta un'orbita caratterizzata da un semiasse maggiore pari a 2,5252038 UA e da un'eccentricità di 0,1469042, inclinata di 15,46875° rispetto all'eclittica.
L'asteroide è dedicato allo statunitense Tymothy Alan Coons, pilota ed ingegnere di volo.